# Claudio Williman
Claudio Antolín Wílliman Gonsález (Montevideo, 10 ottobre 1861 – Montevideo, 9 febbraio 1934) è stato un avvocato e politico uruguaiano.

## Biografia
È stato Presidente dell'Uruguay dal 1º marzo 1907 al 1º marzo 1911.